# Батьківський наказ
«Батьківський наказ» — радянський художній фільм 1979 року, знятий режисером Юлдашем Агзамовим на кіностудії «Узбекфільм».

## Сюжет
У фільмі розкривається картина життя сучасного узбецького кишлаку, показуються його люди, проблеми та взаємини. Головний герой фільму — Умід Усманов, молодий бригадир бавовноводів, який продовжує справу свого батька — освоєння цілини та найнеприступнішого її району «Вовча паща».

## У ролях
- Мурад Раджабов — Умід Усманов
- Уктам Лукманова — Інобад Касимова
- Куатбай Абдреїмов — Ергаш
- Отабек Ганієв — Акмал
- Н. Усманова — Азіза
- Раззак Хамраєв — Абдулла Усманов
- Набі Рахімов — Халмат-ага
- Мехжалол Салімов — Еркін
- Мухаббат Юлдашева — Зухра
- Максуд Мансуров — Сабір Умаров
- Джавлон Хамраєв — роль другого плану
- Рахіма Мазахідова — роль другого плану
- Джамал Хашимов — роль другого плану
- Шукуржон Сафаєва — роль другого плану
- Тамара Шакірова — роль другого плану
- З. Каюмов — роль другого плану
- Ахат Абдурахманов — роль другого плану

## Знімальна група
- Режисер — Юлдаш Агзамов
- Сценарист — Павло Георгіаді
- Оператори — Ергаш Агзамов, Лев Симбірцев
- Композитор — С. Джалілов
- Художник — Бахтійор Назаров